# Кома, Мэттью
Мэ́ттью Ко́ма (англ. Matthew Koma; род. 2 июня 1987, Нью-Йорк) — американский певец, композитор и автор песен.
Кома родился в Бруклине и вырос на Лонг-Айленде в Нью-Йорке. С детства его вдохновляли Элвис Костелло и Брюс Спрингстин, поэтому Кома начал свою музыкальную карьеру с панк-рока, позже перейдя на смесь жанров, начиная от поп-музыки и хип-хопа до электронной музыки. Сотрудничал со многими известными диджеями современности такими как: Hardwell, Zedd, Sebastian Ingrosso, Alesso, Tiesto и др. В сотрудничестве с диджеем Zedd Кома достиг наиболее заметной популярности с песней «Spectrum». Композиция получила хорошие отзывы в журнале Rolling Stone и пребывала на первой строчке в хитпараде Billboard Dance Club Chart.

## Личная жизнь
С 2019 года женат на Хилари Дафф, с которой он встречался два года до их свадьбы. У супругов две дочери — Бэнкс Вайолет Бэйр (род. 25.10.2018) и Мэй Джеймс Бэйр (род. 24.03.2021).